# Nazem Akkari

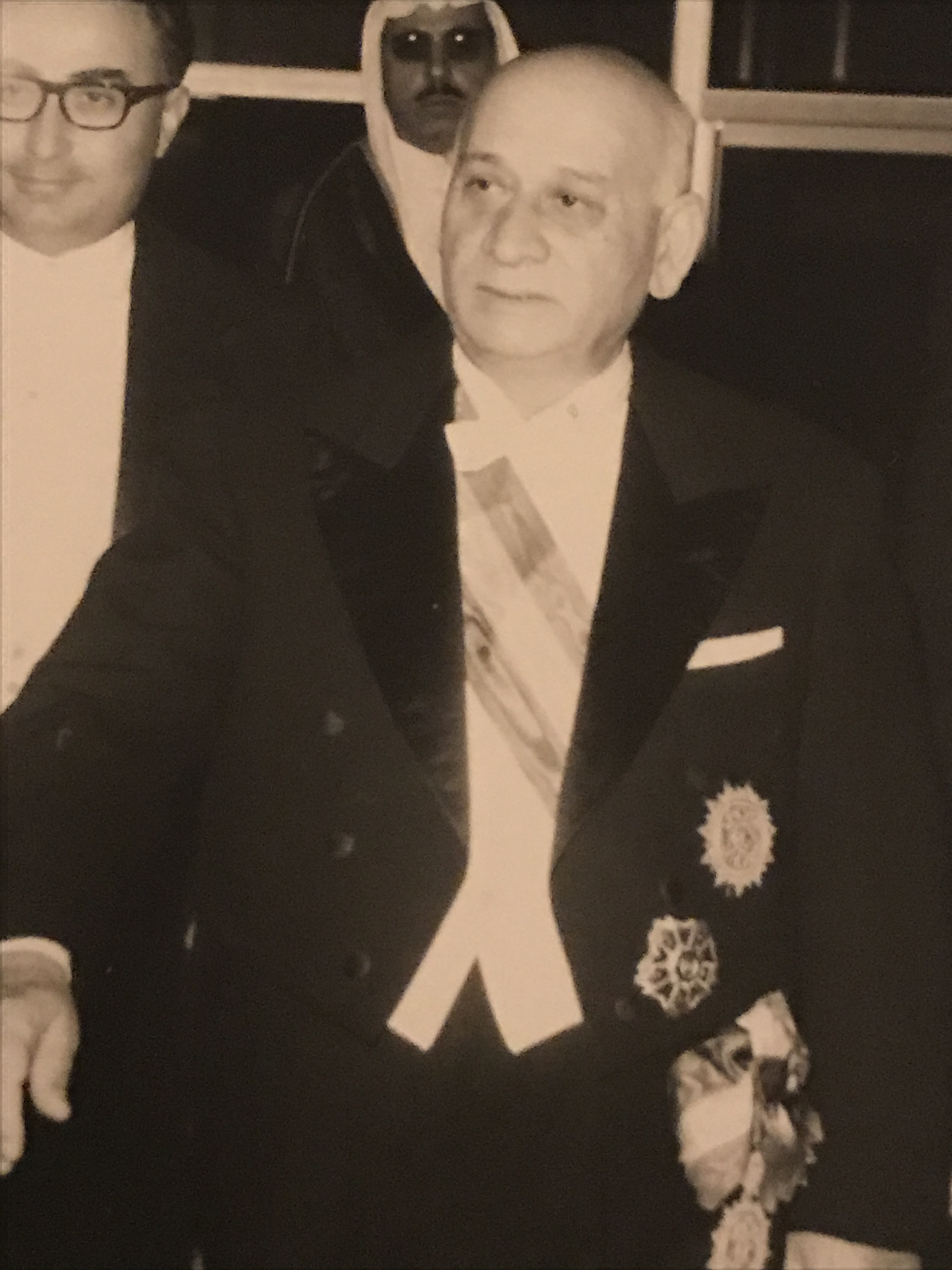
Nazem Akkari, Premier Ministre du Liban

Nazem Akkari (1902-1985) (tiếng Ả Rập: ناظم عكاري) là một chính trị gia nổi tiếng người Liban. Ông là thủ tướng thứ 19 của nước Cộng hòa Liban trong thời gian ngắn từ ngày 9 đến ngày 14 tháng 9 năm 1952 và sau đó tạm quyền phó thủ tướng Liban cho đến ngày 30 tháng 9 năm 1952 trong thời kỳ chuyển giao quyền lực giữa tổng thống Liban Bechara El Khoury và tổng thống kế tiếp là Camille Chamoun.

## Thủ tướng Liban
Trong những tháng cuối cùng trong nhiệm kỳ, tổng thống Bechara El Khoury phải đối mặt sự phản đối quyết liệt cho các cải cách mà ông dự định trong nhiệm kỳ hai. Phe đối lập được dẫn đầu bởi các lực lượng Thiên Chúa giáo và Hồi giáo dưới cái tên là "Mặt trận xã hội chủ nghĩa quốc gia".
El Khoury đã phân công Nazem Akkari thành lập một chính phủ khẩn cấp cho đến cuộc bầu cử tổng thống kế tiếp. Kết quả là một nội các có ba thành viên, bao gồm:
- Nazem Akkari – Thủ tướng chính phủ – kiêm chức bộ trưởng Ngoại giao, Nội vụ, Quốc phòng, Nông nghiệp và An ninh.
- Bassil Trad – Phó Thủ tướng chính phủ – kiêm chức bộ trưởng Kinh tế, Công trình công cộng, Giáo dục, Y tế.
- Moussa Moubarak – bộ trưởng Tư pháp, Tài chính, Xã hội, Bưu điện và Điện báo.

Chính phủ của Akkari được công bố vào ngày 9 tháng 9 năm 1952 và không được ưa chuộng cũng như sớm đối mặt với sự phản đối, đặc biệt là các cuộc đình công rộng rãi vào ngày 15 tháng 9 do phe đối lập kêu gọi. Akkari đã tuyên bố từ chức vào ngày 14 tháng 9. Chức vụ tổng thống tạm thời do tướng Fuad Chehab nắm giữ đến ngày 22 tháng 9 khi cuộc bầu cử tổng thống có kết quả và Camille Chamoun bên phe đối lập trở thành tổng thống kế nhiệm El Khoury. 

## Phó Thủ tướng
Akkari đã đứng đầu chính phủ trong bốn ngày dưới sự giám sát của tướng Chehab. Trong chính phủ mới này, Nazem Akkari nắm giữ chức vụ Phó Thủ tướng và là bộ trưởng Ngoại giao, Nội vụ, Công trình công cộng, Thông tin, Giáo dục, Bưu điện và điện báo và Nông nghiệp từ ngày 18 đến ngày 30 tháng 9.
Chính phủ này kết thúc vào ngày 1 tháng 10 và được kế nhiệm bởi chính phủ mới do Khaled Chehab đứng đầu. Chính phủ này diễn ra trong bảy tháng dưới thời tổng thống Camille Chamoun. Nó kết thúc ngày 1 tháng 5 năm 1953.